# 2022-es férfi kézilabda-Európa-bajnokság
A 2022-es férfi kézilabda-Európa-bajnokságot Magyarország és Szlovákia közösen rendezte január 13. és 30. között. Ez volt a 15. férfi kézilabda-Európa-bajnokság, a tornán 24 ország válogatottja vett részt, a mérkőzéseket öt városban bonyolították le. Az Eb-t Svédország nyerte, története során ötödik alkalommal.
A Nemzetközi Kézilabda-szövetség 2021 novemberében tette közzé döntését, minek értelmében a világbajnokságon csak koronavírus-oltással rendelkező, vagy a fertőzésen korábban igazoltan már átesett sportolók vehetnek részt. A magyar válogatott a csoportkörben kiesett és a 15. helyen végzett.

## Pályázatok
A többkörös pályázat lezárásaként 2018. június 20-án az Európai Kézilabda-szövetség glasgow-i kongresszusán Magyarország és Szlovákia nyerte el a 2022-es Európa-bajnokság rendezési jogát.
| Ország(ok)                            |                  |
| Ország(ok)                            | Szavazatok száma |
| ------------------------------------- | ---------------- |
| Magyarország, Szlovákia               | 32               |
| Belgium, Spanyolország, Franciaország | 14               |
| Dánia, Svájc                          | –                |
| Összesen                              | 46               |

Dánia és Svájc röviddel a szavazás előtt visszavonta pályázatát.

## Helyszínek
| Budapest, Magyarország            | Debrecen, Magyarország             | Szeged, Magyarország              |
| --------------------------------- | ---------------------------------- | --------------------------------- |
| MVM Dome Befogadóképesség: 20 022 | Főnix Aréna Befogadóképesség: 6500 | Pick Aréna Befogadóképesség: 8143 |
|                                   |                                    |                                   |

| Pozsony, Szlovákia                                | Kassa, Szlovákia                   |
| ------------------------------------------------- | ---------------------------------- |
| Ondrej Nepela Jégcsarnok Befogadóképesség: 12 500 | Steel Aréna Befogadóképesség: 8350 |
|                                                   |                                    |

## Résztvevők
A Európa-bajnokságon az alábbi 24 csapat vesz részt:
| Nemzet              | Részvételi jog                            | Részvétel megszerzésének dátuma | Eddigi Eb-részvételek |
| ------------------- | ----------------------------------------- | ------------------------------- | --------------------- |
| Magyarország        | Rendező                                   | 2018. június 20.                | 12                    |
| Szlovákia           | Rendező                                   | 2018. június 20.                | 3                     |
| Spanyolország       | A 2020-as Európa-bajnokság győztese       | 2020. január 24.                | 14                    |
| Horvátország        | A 2020-as Európa-bajnokság döntőse        | 2020. január 24.                | 14                    |
| Németország         | selejtező, 2. csoport győztese            | 2021. január 10.                | 13                    |
| Szerbia             | selejtező, 1. csoport győztese            | 2021. február 8.                | 6                     |
| Svédország          | selejtező, 8. csoport győztese            | 2021. április 28.               | 13                    |
| Oroszország         | selejtező, 3. csoport győztese            | 2021. április 28.               | 13                    |
| Észak-Macedónia     | selejtező, 7. csoport másodikja           | 2021. április 28.               | 6                     |
| Dánia               | selejtező, 7. csoport győztese            | 2021. április 28.               | 13                    |
| Franciaország       | selejtező, 1. csoport másodikja           | 2021. április 29.               | 14                    |
| Norvégia            | selejtező, 6. csoport győztese            | 2021. április 29.               | 9                     |
| Izland              | selejtező, 4. csoport másodikja           | 2021. április 29.               | 11                    |
| Portugália          | selejtező, 4. csoport győztese            | 2021. április 29.               | 6                     |
| Fehéroroszország    | selejtező, 6. csoport másodikja           | 2021. április 29.               | 6                     |
| Szlovénia           | selejtező, 5. csoport győztese            | 2021. április 29.               | 12                    |
| Hollandia           | selejtező, 5. csoport másodikja           | 2021. április 29.               | 1                     |
| Ausztria            | selejtező, 2. csoport másodikja           | 2021. május 2.                  | 4                     |
| Csehország          | selejtező, 3. csoport másodikja           | 2021. május 2.                  | 10                    |
| Montenegró          | selejtező, 8. csoport másodikja           | 2021. május 2.                  | 5                     |
| Bosznia-Hercegovina | selejtező, legjobb harmadik helyezettként | 2021. május 2.                  | 1                     |
| Lengyelország       | selejtező, legjobb harmadik helyezettként | 2021. május 2.                  | 9                     |
| Ukrajna             | selejtező, legjobb harmadik helyezettként | 2021. május 2.                  | 6                     |
| Litvánia            | selejtező, legjobb harmadik helyezettként | 2021. május 2.                  | 1                     |

## Sorsolás
A csoportok sorsolását 2021. május 6-án tartották Budapesten.

### Kiemelés
A kiemelést 2021. május 3-án jelentették be. A rendező országoknak joguk volt a potenciális nézők érdeklődése miatt mindegyik olyan csoportba egy csapatot kiválasztani, amely csoportnak a rendezője. Magyarország (B csoportba rendelve) Horvátországot (C csoportba rendelve) és Szlovéniát (A csoportba rendelve), míg Szlovákia (F csoportba rendelve) Németországot (D csoportba rendelve) és Csehországot (F csoportba rendelve) választotta.
| 1. kalap | 2. kalap                                                                                      | 3. kalap | 4. kalap                                                                            |
| --- | --------------------------------------------------------------------------------------------- | --- | ----------------------------------------------------------------------------------- |
| - Spanyolország - Horvátország (C csoportba rendelve) - Norvégia - Szlovénia (A csoportba rendelve) - Németország (D csoportba rendelve) - Portugália | - Svédország - Magyarország (B csoportba rendelve) - Oroszország - Dánia - Szerbia - Ausztria | - Szlovákia (F csoportba rendelve) - Fehéroroszország - Izland - Csehország (E csoportba rendelve) - Franciaország - Észak-Macedónia | - Hollandia - Montenegró - Ukrajna - Lengyelország - Bosznia-Hercegovina - Litvánia |

## Játékvezetők
2021. szeptember 10-én 18 játékvezető párost neveztek meg. Két további párost 2022. január 10-én jelöltek ki.
| Játékvezetők    | Játékvezetők                            |
| --------------- | --------------------------------------- |
| Ausztria        | Radojko Brkic Andrei Jusufhodzic        |
| Csehország      | Václav Horáček Jiří Novotný             |
| Dánia           | Mads Hansen Jesper Madsen               |
| Franciaország   | Charlotte Bonaventura Julie Bonaventura |
| Horvátország    | Matija Gubica Boris Milošević           |
| Izland          | Jónas Elíasson Anton Pálsson            |
| Litvánia        | Vaidas Mažeika Mindaugas Gatelis        |
| Észak-Macedónia | Slave Nikolov Gjorgji Nachevski         |
| Magyarország    | Bíró Ádám Kiss Olivér                   |
| Montenegró      | Ivan Pavićević Miloš Ražnatović         |

| Játékvezetők  | Játékvezetők                     |
| ------------- | -------------------------------- |
| Norvégia      | Lars Jørum Håvard Kleven         |
| Németország   | Robert Schulze Tobias Tönnies    |
| Portugália    | Duarte Santos Ricardo Fonseca    |
| Románia       | Bogdan Stark Romeo Ştefan        |
| Spanyolország | Andreu Marín Ignacio García      |
| Svájc         | Arthur Brunner Morad Salah       |
| Svédország    | Mirza Kurtagic Mattias Wetterwik |
| Szlovákia     | Boris Mandák Mário Rudinský      |
| Szlovénia     | Bojan Lah David Sok              |
| Szerbia       | Nenad Nikolić Dušan Stojković    |

## Csoportkör
Az időpontok helyi idő szerint (UTC+1) értendők.

### A csoport
| Hely. | Csapat          | M | Gy | D | V | G+ | G– | Gk  | P | Továbbjutás |
| ----- | --------------- | - | -- | - | - | -- | -- | --- | - | ----------- |
| 1.    | Dánia           | 3 | 3  | 0 | 0 | 95 | 65 | +30 | 6 | Középdöntő  |
| 2.    | Montenegró      | 3 | 2  | 0 | 1 | 82 | 86 | −4  | 4 | Középdöntő  |
| 3.    | Szlovénia       | 3 | 1  | 0 | 2 | 82 | 92 | −10 | 2 |             |
| 4.    | Észak-Macedónia | 3 | 0  | 0 | 3 | 70 | 86 | −16 | 0 |             |

| 2022. január 13. 18:00 | Szlovénia | 27–25       | Észak-Macedónia | Főnix Aréna, Debrecen Nézőszám: 2034 Játékvezetők: Brkic, Jusufhodzic (AUT) |
| 2022. január 13. 18:00 | Dolenec 5 | (13–10)     | C. Kuzmanoski 8 | Főnix Aréna, Debrecen Nézőszám: 2034 Játékvezetők: Brkic, Jusufhodzic (AUT) |
| 2022. január 13. 18:00 | 6× 1×     | Jegyzőkönyv | 2× 1×           | Főnix Aréna, Debrecen Nézőszám: 2034 Játékvezetők: Brkic, Jusufhodzic (AUT) |

| 2022. január 13. 20:30 | Dánia        | 30–21       | Montenegró   | Főnix Aréna, Debrecen Nézőszám: 2142 Játékvezetők: Stark, Ştefan (ROU) |
| 2022. január 13. 20:30 | M. Hansen 10 | (18–10)     | B. Vujović 7 | Főnix Aréna, Debrecen Nézőszám: 2142 Játékvezetők: Stark, Ştefan (ROU) |
| 2022. január 13. 20:30 | 4×           | Jegyzőkönyv | 5× 2×        | Főnix Aréna, Debrecen Nézőszám: 2142 Játékvezetők: Stark, Ştefan (ROU) |

| 2022. január 15. 18:00 | Észak-Macedónia | 24–28       | Montenegró         | Főnix Aréna, Debrecen Nézőszám: 2625 Játékvezetők: Gatelis, Mažeika (LTU) |
| 2022. január 15. 18:00 | Velkovski 6     | (16–17)     | Anđelić, Vujović 6 | Főnix Aréna, Debrecen Nézőszám: 2625 Játékvezetők: Gatelis, Mažeika (LTU) |
| 2022. január 15. 18:00 | 2× 1×           | Jegyzőkönyv | 5× 3×              | Főnix Aréna, Debrecen Nézőszám: 2625 Játékvezetők: Gatelis, Mažeika (LTU) |

| 2022. január 15. 20:30 | Szlovénia   | 23–34       | Dánia    | Főnix Aréna, Debrecen Nézőszám: 3812 Játékvezetők: Marín, García (ESP) |
| 2022. január 15. 20:30 | Mačkovšek 6 | (14–16)     | Hansen 8 | Főnix Aréna, Debrecen Nézőszám: 3812 Játékvezetők: Marín, García (ESP) |
| 2022. január 15. 20:30 | 5×          | Jegyzőkönyv | 4× 1×    | Főnix Aréna, Debrecen Nézőszám: 3812 Játékvezetők: Marín, García (ESP) |

| 2022. január 17. 18:00 | Montenegró   | 33–32       | Szlovénia         | Főnix Aréna, Debrecen Nézőszám: 1203 Játékvezetők: Kurtagic, Wetterwik (SWE) |
| 2022. január 17. 18:00 | B. Vujović 9 | (16–19)     | Dolenec, Kodrin 6 | Főnix Aréna, Debrecen Nézőszám: 1203 Játékvezetők: Kurtagic, Wetterwik (SWE) |
| 2022. január 17. 18:00 | 7× 1×        | Jegyzőkönyv | 5× 1×             | Főnix Aréna, Debrecen Nézőszám: 1203 Játékvezetők: Kurtagic, Wetterwik (SWE) |

| 2022. január 17. 20:30 | Észak-Macedónia | 21–31       | Dánia        | Főnix Aréna, Debrecen Nézőszám: 1561 Játékvezetők: Mandák, Rudinský (SVK) |
| 2022. január 17. 20:30 | Peševski 6      | (11–15)     | Kirkeløkke 9 | Főnix Aréna, Debrecen Nézőszám: 1561 Játékvezetők: Mandák, Rudinský (SVK) |
| 2022. január 17. 20:30 | 3×              | Jegyzőkönyv | 2× 1×        | Főnix Aréna, Debrecen Nézőszám: 1561 Játékvezetők: Mandák, Rudinský (SVK) |

### B csoport
| Hely. | Csapat           | M | Gy | D | V | G+ | G– | Gk | P | Továbbjutás |
| ----- | ---------------- | - | -- | - | - | -- | -- | -- | - | ----------- |
| 1.    | Izland           | 3 | 3  | 0 | 0 | 88 | 82 | +6 | 6 | Középdöntő  |
| 2.    | Hollandia        | 3 | 2  | 0 | 1 | 91 | 88 | +3 | 4 | Középdöntő  |
| 3.    | Magyarország (R) | 3 | 1  | 0 | 2 | 89 | 92 | −3 | 2 |             |
| 4.    | Portugália       | 3 | 0  | 0 | 3 | 85 | 91 | −6 | 0 |             |

| 2022. január 13. 20:30 | Magyarország | 28–31       | Hollandia | MVM Dome, Budapest Nézőszám: 20 022 Játékvezetők: Kurtagic, Wetterwik (SWE) |
| 2022. január 13. 20:30 | Lékai 8      | (10–13)     | Smits 11  | MVM Dome, Budapest Nézőszám: 20 022 Játékvezetők: Kurtagic, Wetterwik (SWE) |
| 2022. január 13. 20:30 | 5× 1×        | Jegyzőkönyv | 5× 1×     | MVM Dome, Budapest Nézőszám: 20 022 Játékvezetők: Kurtagic, Wetterwik (SWE) |

| 2022. január 14. 20:30 | Portugália        | 24–28       | Izland       | MVM Dome, Budapest Nézőszám: 6205 Játékvezetők: Schulze, Tönnies (GER) |
| 2022. január 14. 20:30 | Iturriza, Silva 4 | (10–14)     | Guðjónsson 5 | MVM Dome, Budapest Nézőszám: 6205 Játékvezetők: Schulze, Tönnies (GER) |
| 2022. január 14. 20:30 | 4× 2×             | Jegyzőkönyv | 4× 1×        | MVM Dome, Budapest Nézőszám: 6205 Játékvezetők: Schulze, Tönnies (GER) |

| 2022. január 16. 18:00 | Portugália      | 30–31       | Magyarország | MVM Dome, Budapest Nézőszám: 20 022 Játékvezetők: Horacek, Novotny (CZE) |
| 2022. január 16. 18:00 | három játékos 5 | (15–14)     | Máthé 8      | MVM Dome, Budapest Nézőszám: 20 022 Játékvezetők: Horacek, Novotny (CZE) |
| 2022. január 16. 18:00 | 6× 1×           | Jegyzőkönyv | 6×           | MVM Dome, Budapest Nézőszám: 20 022 Játékvezetők: Horacek, Novotny (CZE) |

| 2022. január 16. 20:30 | Izland       | 29–28       | Hollandia | MVM Dome, Budapest Nézőszám: 14 587 Játékvezetők: Brkic, Jusufhodzic (AUT) |
| 2022. január 16. 20:30 | Guðjónsson 8 | (15–13)     | Smits 13  | MVM Dome, Budapest Nézőszám: 14 587 Játékvezetők: Brkic, Jusufhodzic (AUT) |
| 2022. január 16. 20:30 | 7× 1×        | Jegyzőkönyv | 6×        | MVM Dome, Budapest Nézőszám: 14 587 Játékvezetők: Brkic, Jusufhodzic (AUT) |

| 2022. január 18. 18:00 | Izland    | 31–30       | Magyarország | MVM Dome, Budapest Nézőszám: 20 022 Játékvezetők: Marín, García (ESP) |
| 2022. január 18. 18:00 | Elísson 9 | (17–17)     | Bánhidi 6    | MVM Dome, Budapest Nézőszám: 20 022 Játékvezetők: Marín, García (ESP) |
| 2022. január 18. 18:00 | 6× 1×     | Jegyzőkönyv | 2× 1×        | MVM Dome, Budapest Nézőszám: 20 022 Játékvezetők: Marín, García (ESP) |

| 2022. január 18. 20:30 | Hollandia | 32–31       | Portugália | MVM Dome, Budapest Nézőszám: 11 287 Játékvezetők: Jørum, Kleven (NOR) |
| 2022. január 18. 20:30 | Smits 8   | (17–13)     | Iturriza 7 | MVM Dome, Budapest Nézőszám: 11 287 Játékvezetők: Jørum, Kleven (NOR) |
| 2022. január 18. 20:30 | 5× 1×     | Jegyzőkönyv | 7× 1×      | MVM Dome, Budapest Nézőszám: 11 287 Játékvezetők: Jørum, Kleven (NOR) |

### C csoport
| Hely. | Csapat        | M | Gy | D | V | G+ | G–  | Gk  | P | Továbbjutás |
| ----- | ------------- | - | -- | - | - | -- | --- | --- | - | ----------- |
| 1.    | Franciaország | 3 | 3  | 0 | 0 | 92 | 70  | +22 | 6 | Középdöntő  |
| 2.    | Horvátország  | 3 | 2  | 0 | 1 | 83 | 72  | +11 | 4 | Középdöntő  |
| 3.    | Szerbia       | 3 | 1  | 0 | 2 | 76 | 75  | +1  | 2 |             |
| 4.    | Ukrajna       | 3 | 0  | 0 | 3 | 71 | 105 | −34 | 0 |             |

| 2022. január 13. 18:00 | Szerbia | 31–23       | Ukrajna  | Pick Aréna, Szeged Játékvezetők: Jørum, Kleven (NOR) |
| 2022. január 13. 18:00 | Kukić 7 | (17–11)     | Horiha 6 | Pick Aréna, Szeged Játékvezetők: Jørum, Kleven (NOR) |
| 2022. január 13. 18:00 | 3× 1×   | Jegyzőkönyv | 6× 1×    | Pick Aréna, Szeged Játékvezetők: Jørum, Kleven (NOR) |

| 2022. január 13. 20:30 | Horvátország | 22–27       | Franciaország | Pick Aréna, Szeged Nézőszám: 7783 Játékvezetők: Horáček, Novotný (CZE) |
| 2022. január 13. 20:30 | Čupić 6      | (11–13)     | Descat 7      | Pick Aréna, Szeged Nézőszám: 7783 Játékvezetők: Horáček, Novotný (CZE) |
| 2022. január 13. 20:30 | 3× 2× 1×     | Jegyzőkönyv | 1× 1×         | Pick Aréna, Szeged Nézőszám: 7783 Játékvezetők: Horáček, Novotný (CZE) |

| 2022. január 15. 18:00 | Franciaország | 36–23       | Ukrajna  | Pick Aréna, Szeged Nézőszám: 8143 Játékvezetők: Mandák, Rudinský (SVK) |
| 2022. január 15. 18:00 | Nahi 5        | (17–11)     | Horiha 7 | Pick Aréna, Szeged Nézőszám: 8143 Játékvezetők: Mandák, Rudinský (SVK) |
| 2022. január 15. 18:00 | 4× 1×         | Jegyzőkönyv | 2× 3× 1× | Pick Aréna, Szeged Nézőszám: 8143 Játékvezetők: Mandák, Rudinský (SVK) |

| 2022. január 15. 20:30 | Horvátország        | 23–20       | Szerbia       | Pick Aréna, Szeged Nézőszám: 8143 Játékvezetők: Schulze, Tönnies (GER) |
| 2022. január 15. 20:30 | Čupić, Martinović 6 | (11–9)      | Radivojević 5 | Pick Aréna, Szeged Nézőszám: 8143 Játékvezetők: Schulze, Tönnies (GER) |
| 2022. január 15. 20:30 | 6× 1×               | Jegyzőkönyv | 4× 1×         | Pick Aréna, Szeged Nézőszám: 8143 Játékvezetők: Schulze, Tönnies (GER) |

| 2022. január 17. 18:00 | Ukrajna     | 25–38       | Horvátország        | Pick Aréna, Szeged Nézőszám: 4038 Játékvezetők: Stark, Ştefan (ROU) |
| 2022. január 17. 18:00 | Artemenko 5 | (13–18)     | Martinović, Šipić 7 | Pick Aréna, Szeged Nézőszám: 4038 Játékvezetők: Stark, Ştefan (ROU) |
| 2022. január 17. 18:00 | 5× 1×       | Jegyzőkönyv | 5× 1×               | Pick Aréna, Szeged Nézőszám: 4038 Játékvezetők: Stark, Ştefan (ROU) |

| 2022. január 17. 20:30 | Franciaország | 29–25       | Szerbia       | Pick Aréna, Szeged Nézőszám: 4038 Játékvezetők: Mažeika, Gatelis (LTU) |
| 2022. január 17. 20:30 | Mahé 6        | (16–7)      | Radivojević 7 | Pick Aréna, Szeged Nézőszám: 4038 Játékvezetők: Mažeika, Gatelis (LTU) |
| 2022. január 17. 20:30 | 5× 1×         | Jegyzőkönyv | 4× 2×         | Pick Aréna, Szeged Nézőszám: 4038 Játékvezetők: Mažeika, Gatelis (LTU) |

### D csoport
| Hely. | Csapat           | M | Gy | D | V | G+ | G– | Gk  | P | Továbbjutás |
| ----- | ---------------- | - | -- | - | - | -- | -- | --- | - | ----------- |
| 1.    | Németország      | 3 | 3  | 0 | 0 | 97 | 81 | +16 | 6 | Középdöntő  |
| 2.    | Lengyelország    | 3 | 2  | 0 | 1 | 88 | 81 | +7  | 4 | Középdöntő  |
| 3.    | Fehéroroszország | 3 | 1  | 0 | 2 | 78 | 88 | −10 | 2 |             |
| 4.    | Ausztria         | 3 | 0  | 0 | 3 | 86 | 99 | −13 | 0 |             |

| 2022. január 14. 18:00 | Németország        | 33–29       | Fehéroroszország  | Ondrej Nepela Jégcsarnok, Pozsony Nézőszám: 1271 Játékvezetők: Lah, Sok (SLO) |
| 2022. január 14. 18:00 | Häfner, Schiller 8 | (17–18)     | Kules, Vajlupav 7 | Ondrej Nepela Jégcsarnok, Pozsony Nézőszám: 1271 Játékvezetők: Lah, Sok (SLO) |
| 2022. január 14. 18:00 | 5× 1×              | Jegyzőkönyv | 5× 1×             | Ondrej Nepela Jégcsarnok, Pozsony Nézőszám: 1271 Játékvezetők: Lah, Sok (SLO) |

| 2022. január 14. 20:30 | Ausztria  | 31–36       | Lengyelország | Ondrej Nepela Jégcsarnok, Pozsony Nézőszám: 1530 Játékvezetők: Hansen, Madsen (DEN) |
| 2022. január 14. 20:30 | Frimmel 8 | (14–17)     | Moryto 9      | Ondrej Nepela Jégcsarnok, Pozsony Nézőszám: 1530 Játékvezetők: Hansen, Madsen (DEN) |
| 2022. január 14. 20:30 | 5×        | Jegyzőkönyv | 2× 1×         | Ondrej Nepela Jégcsarnok, Pozsony Nézőszám: 1530 Játékvezetők: Hansen, Madsen (DEN) |

| 2022. január 16. 18:00 | Németország | 34–29       | Ausztria  | Ondrej Nepela Jégcsarnok, Pozsony Nézőszám: 1485 Játékvezetők: Gubica, Milošević (CRO) |
| 2022. január 16. 18:00 | Kastening 9 | (15–16)     | Frimmel 9 | Ondrej Nepela Jégcsarnok, Pozsony Nézőszám: 1485 Játékvezetők: Gubica, Milošević (CRO) |
| 2022. január 16. 18:00 | 4×          | Jegyzőkönyv | 4×        | Ondrej Nepela Jégcsarnok, Pozsony Nézőszám: 1485 Játékvezetők: Gubica, Milošević (CRO) |

| 2022. január 16. 20:30 | Fehéroroszország | 20–29       | Lengyelország | Ondrej Nepela Jégcsarnok, Pozsony Nézőszám: 2500 Játékvezetők: Bonaventura, Bonaventura (FRA) |
| 2022. január 16. 20:30 | Vailupau 5       | (11–14)     | Krajewski 7   | Ondrej Nepela Jégcsarnok, Pozsony Nézőszám: 2500 Játékvezetők: Bonaventura, Bonaventura (FRA) |
| 2022. január 16. 20:30 | 4× 1×            | Jegyzőkönyv | 1× 1×         | Ondrej Nepela Jégcsarnok, Pozsony Nézőszám: 2500 Játékvezetők: Bonaventura, Bonaventura (FRA) |

| 2022. január 18. 18:00 | Lengyelország | 23–30       | Németország | Ondrej Nepela Jégcsarnok, Pozsony Nézőszám: 1076 Játékvezetők: Nikolov, Nachevski (MKD) |
| 2022. január 18. 18:00 | Moryto 7      | (12–15)     | Steinert 8  | Ondrej Nepela Jégcsarnok, Pozsony Nézőszám: 1076 Játékvezetők: Nikolov, Nachevski (MKD) |
| 2022. január 18. 18:00 | 5× 1×         | Jegyzőkönyv | 6× 1×       | Ondrej Nepela Jégcsarnok, Pozsony Nézőszám: 1076 Játékvezetők: Nikolov, Nachevski (MKD) |

| 2022. január 18. 20:30 | Fehéroroszország | 29–26       | Ausztria  | Ondrej Nepela Jégcsarnok, Pozsony Nézőszám: 835 Játékvezetők: Mandák, Rudinský (SVK) |
| 2022. január 18. 20:30 | Vailupau 8       | (16–16)     | Bozovic 7 | Ondrej Nepela Jégcsarnok, Pozsony Nézőszám: 835 Játékvezetők: Mandák, Rudinský (SVK) |
| 2022. január 18. 20:30 | 2× 1×            | Jegyzőkönyv | 5× 1×     | Ondrej Nepela Jégcsarnok, Pozsony Nézőszám: 835 Játékvezetők: Mandák, Rudinský (SVK) |

### E csoport
| Hely. | Csapat              | M | Gy | D | V | G+ | G– | Gk  | P | Továbbjutás |
| ----- | ------------------- | - | -- | - | - | -- | -- | --- | - | ----------- |
| 1.    | Spanyolország       | 3 | 3  | 0 | 0 | 88 | 78 | +10 | 6 | Középdöntő  |
| 2.    | Svédország          | 3 | 1  | 1 | 1 | 85 | 77 | +8  | 3 | Középdöntő  |
| 3.    | Csehország          | 3 | 1  | 1 | 1 | 80 | 74 | +6  | 3 |             |
| 4.    | Bosznia-Hercegovina | 3 | 0  | 0 | 3 | 61 | 85 | −24 | 0 |             |

| 2022. január 13. 18:00 | Spanyolország | 28–26       | Csehország | Ondrej Nepela Jégcsarnok, Pozsony Nézőszám: 1173 Játékvezetők: Pavićević, Ražnatović (MNE) |
| 2022. január 13. 18:00 | Gurbindo 6    | (14–11)     | Hrstka 6   | Ondrej Nepela Jégcsarnok, Pozsony Nézőszám: 1173 Játékvezetők: Pavićević, Ražnatović (MNE) |
| 2022. január 13. 18:00 | 2× 1×         | Jegyzőkönyv | 7× 2×      | Ondrej Nepela Jégcsarnok, Pozsony Nézőszám: 1173 Játékvezetők: Pavićević, Ražnatović (MNE) |

| 2022. január 13. 20:30 | Svédország | 30–18       | Bosznia-Hercegovina | Ondrej Nepela Jégcsarnok, Pozsony Nézőszám: 1268 Játékvezetők: Bíró, Kiss (HUN) |
| 2022. január 13. 20:30 | Wanne 6    | (17–11)     | S. Burić 4          | Ondrej Nepela Jégcsarnok, Pozsony Nézőszám: 1268 Játékvezetők: Bíró, Kiss (HUN) |
| 2022. január 13. 20:30 | 1×         | Jegyzőkönyv | 4× 1×               | Ondrej Nepela Jégcsarnok, Pozsony Nézőszám: 1268 Játékvezetők: Bíró, Kiss (HUN) |

| 2022. január 15. 18:00 | Csehország | 27–19       | Bosznia-Hercegovina | Ondrej Nepela Jégcsarnok, Pozsony Nézőszám: 1994 Játékvezetők: Bonaventura, Bonaventura (FRA) |
| 2022. január 15. 18:00 | Klíma 8    | (12–9)      | Hamidović 5         | Ondrej Nepela Jégcsarnok, Pozsony Nézőszám: 1994 Játékvezetők: Bonaventura, Bonaventura (FRA) |
| 2022. január 15. 18:00 | 4× 1×      | Jegyzőkönyv | 5× 1×               | Ondrej Nepela Jégcsarnok, Pozsony Nézőszám: 1994 Játékvezetők: Bonaventura, Bonaventura (FRA) |

| 2022. január 15. 20:30 | Spanyolország | 32–28       | Svédország | Ondrej Nepela Jégcsarnok, Pozsony Nézőszám: 2159 Játékvezetők: Brunner, Salah (SUI) |
| 2022. január 15. 20:30 | Fernández 8   | (17–14)     | Wanne 8    | Ondrej Nepela Jégcsarnok, Pozsony Nézőszám: 2159 Játékvezetők: Brunner, Salah (SUI) |
| 2022. január 15. 20:30 | 4×            | Jegyzőkönyv | 3× 1×      | Ondrej Nepela Jégcsarnok, Pozsony Nézőszám: 2159 Játékvezetők: Brunner, Salah (SUI) |

| 2022. január 17. 18:00 | Bosznia-Hercegovina | 24–28       | Spanyolország | Ondrej Nepela Jégcsarnok, Pozsony Játékvezetők: Lah, Sok (SLO) |
| 2022. január 17. 18:00 | Karačić 6           | (14–12)     | Casado 7      | Ondrej Nepela Jégcsarnok, Pozsony Játékvezetők: Lah, Sok (SLO) |
| 2022. január 17. 18:00 | 6×                  | Jegyzőkönyv | 2× 2×         | Ondrej Nepela Jégcsarnok, Pozsony Játékvezetők: Lah, Sok (SLO) |

| 2022. január 17. 20:30 | Csehország      | 27–27       | Svédország       | Ondrej Nepela Jégcsarnok, Pozsony Nézőszám: 1368 Játékvezetők: Gubica, Milošević (CRO) |
| 2022. január 17. 20:30 | Babák, Piroch 5 | (11–12)     | Sandell, Wanne 5 | Ondrej Nepela Jégcsarnok, Pozsony Nézőszám: 1368 Játékvezetők: Gubica, Milošević (CRO) |
| 2022. január 17. 20:30 | 4× 1×           | Jegyzőkönyv | 3× 1×            | Ondrej Nepela Jégcsarnok, Pozsony Nézőszám: 1368 Játékvezetők: Gubica, Milošević (CRO) |

### F csoport
| Hely. | Csapat        | M | Gy | D | V | G+ | G– | Gk  | P | Továbbjutás |
| ----- | ------------- | - | -- | - | - | -- | -- | --- | - | ----------- |
| 1.    | Oroszország   | 3 | 3  | 0 | 0 | 86 | 74 | +12 | 6 | Középdöntő  |
| 2.    | Norvégia      | 3 | 2  | 0 | 1 | 92 | 77 | +15 | 4 | Középdöntő  |
| 3.    | Szlovákia (R) | 3 | 1  | 0 | 2 | 81 | 95 | −14 | 2 |             |
| 4.    | Litvánia      | 3 | 0  | 0 | 3 | 82 | 95 | −13 | 0 |             |

| 2022. január 13. 18:00 | Oroszország  | 29–27       | Litvánia      | Steel Aréna, Kassa Nézőszám: 902 Játékvezetők: Elíasson, Pálsson (ISL) |
| 2022. január 13. 18:00 | Koszorotov 9 | (14–9)      | Malašinskas 5 | Steel Aréna, Kassa Nézőszám: 902 Játékvezetők: Elíasson, Pálsson (ISL) |
| 2022. január 13. 18:00 | 6× 1×        | Jegyzőkönyv | 3× 1×         | Steel Aréna, Kassa Nézőszám: 902 Játékvezetők: Elíasson, Pálsson (ISL) |

| 2022. január 13. 20:30 | Norvégia | 35–25       | Szlovákia | Steel Aréna, Kassa Nézőszám: 1568 Játékvezetők: Brunner, Salah (SUI) |
| 2022. január 13. 20:30 | Toft 5   | (15–11)     | Urban 6   | Steel Aréna, Kassa Nézőszám: 1568 Játékvezetők: Brunner, Salah (SUI) |
| 2022. január 13. 20:30 | 5× 1×    | Jegyzőkönyv | 2× 1×     | Steel Aréna, Kassa Nézőszám: 1568 Játékvezetők: Brunner, Salah (SUI) |

| 2022. január 15. 18:00 | Szlovákia | 31–26       | Litvánia      | Steel Aréna, Kassa Nézőszám: 1504 Játékvezetők: Nikolov, Nachevski (MKD) |
| 2022. január 15. 18:00 | Urban 7   | (15–8)      | Malašinskas 8 | Steel Aréna, Kassa Nézőszám: 1504 Játékvezetők: Nikolov, Nachevski (MKD) |
| 2022. január 15. 18:00 | 8× 1×     | Jegyzőkönyv | 4×            | Steel Aréna, Kassa Nézőszám: 1504 Játékvezetők: Nikolov, Nachevski (MKD) |

| 2022. január 15. 20:30 | Norvégia   | 22–23       | Oroszország  | Steel Aréna, Kassa Nézőszám: 1967 Játékvezetők: Pavićević, Ražnatović (MNE) |
| 2022. január 15. 20:30 | Barthold 7 | (12–14)     | Zsitnyikov 7 | Steel Aréna, Kassa Nézőszám: 1967 Játékvezetők: Pavićević, Ražnatović (MNE) |
| 2022. január 15. 20:30 | 4× 3×      | Jegyzőkönyv | 4× 1×        | Steel Aréna, Kassa Nézőszám: 1967 Játékvezetők: Pavićević, Ražnatović (MNE) |

| 2022. január 17. 18:00 | Szlovákia | 27–36       | Oroszország  | Steel Aréna, Kassa Nézőszám: 1290 Játékvezetők: Hansen, Madsen (DEN) |
| 2022. január 17. 18:00 | Prokop 8  | (9–19)      | Koszorotov 7 | Steel Aréna, Kassa Nézőszám: 1290 Játékvezetők: Hansen, Madsen (DEN) |
| 2022. január 17. 18:00 | 4×        | Jegyzőkönyv |              | Steel Aréna, Kassa Nézőszám: 1290 Játékvezetők: Hansen, Madsen (DEN) |

| 2022. január 17. 20:30 | Litvánia      | 29–35       | Norvégia            | Steel Aréna, Kassa Nézőszám: 1705 Játékvezetők: Bíró, Kiss (HUN) |
| 2022. január 17. 20:30 | Malašinskas 8 | (16–16)     | Barthold, Sagosen 7 | Steel Aréna, Kassa Nézőszám: 1705 Játékvezetők: Bíró, Kiss (HUN) |
| 2022. január 17. 20:30 | 5×            | Jegyzőkönyv | 2×                  | Steel Aréna, Kassa Nézőszám: 1705 Játékvezetők: Bíró, Kiss (HUN) |

## Középdöntő
A csapatok az egymás elleni eredményeiket magukkal hozták a csoportkörből.

### 1. csoport
| Hely. | Csapat        | M | Gy | D | V | G+  | G–  | Gk  | P | Továbbjutás |
| ----- | ------------- | - | -- | - | - | --- | --- | --- | - | ----------- |
| 1.    | Franciaország | 5 | 4  | 0 | 1 | 148 | 131 | +17 | 8 | Elődöntők   |
| 2.    | Dánia         | 5 | 4  | 0 | 1 | 149 | 123 | +26 | 8 | Elődöntők   |
| 3.    | Izland        | 5 | 3  | 0 | 2 | 138 | 124 | +14 | 6 | 5. helyért  |
| 4.    | Horvátország  | 5 | 1  | 1 | 3 | 124 | 136 | −12 | 3 |             |
| 5.    | Hollandia     | 5 | 1  | 1 | 3 | 137 | 156 | −19 | 3 |             |
| 6.    | Montenegró    | 5 | 1  | 0 | 4 | 134 | 160 | −26 | 2 |             |

1. 1 2  Dánia 29–30 Franciaország
2. 1 2  Hollandia 28–28 Horvátország

| 2022. január 20. 15:30 | Montenegró               | 32–26       | Horvátország | MVM Dome, Budapest Nézőszám: 5037 Játékvezetők: Jørum, Kleven (NOR) |
| 2022. január 20. 15:30 | B. Vujović, M. Vujović 7 | (15–9)      | Čupić 7      | MVM Dome, Budapest Nézőszám: 5037 Játékvezetők: Jørum, Kleven (NOR) |
| 2022. január 20. 15:30 | 6×                       | Jegyzőkönyv | 3×           | MVM Dome, Budapest Nézőszám: 5037 Játékvezetők: Jørum, Kleven (NOR) |

| 2022. január 20. 18:00 | Franciaország | 34–24       | Hollandia        | MVM Dome, Budapest Nézőszám: 5055 Játékvezetők: Schulze, Tönnies (GER) |
| 2022. január 20. 18:00 | Minne 8       | (15–12)     | Baijens, Smits 4 | MVM Dome, Budapest Nézőszám: 5055 Játékvezetők: Schulze, Tönnies (GER) |
| 2022. január 20. 18:00 | 6× 1×         | Jegyzőkönyv | 4× 1×            | MVM Dome, Budapest Nézőszám: 5055 Játékvezetők: Schulze, Tönnies (GER) |

| 2022. január 20. 20:30 | Dánia    | 28–24       | Izland      | MVM Dome, Budapest Nézőszám: 5060 Játékvezetők: Kurtagic, Wetterwik (SWE) |
| 2022. január 20. 20:30 | Gidsel 9 | (17–14)     | Magnússon 8 | MVM Dome, Budapest Nézőszám: 5060 Játékvezetők: Kurtagic, Wetterwik (SWE) |
| 2022. január 20. 20:30 | 4× 1×    | Jegyzőkönyv | 6× 1×       | MVM Dome, Budapest Nézőszám: 5060 Játékvezetők: Kurtagic, Wetterwik (SWE) |

| 2022. január 22. 15:30 | Montenegró          | 30–34       | Hollandia | MVM Dome, Budapest Nézőszám: 11 360 Játékvezetők: Horáček, Novotný (CZE) |
| 2022. január 22. 15:30 | Čepić, B. Vujović 6 | (16–18)     | Smits 9   | MVM Dome, Budapest Nézőszám: 11 360 Játékvezetők: Horáček, Novotný (CZE) |
| 2022. január 22. 15:30 | 3×                  | Jegyzőkönyv | 5×        | MVM Dome, Budapest Nézőszám: 11 360 Játékvezetők: Horáček, Novotný (CZE) |

| 2022. január 22. 18:00 | Franciaország   | 21–29       | Izland       | MVM Dome, Budapest Nézőszám: 11 394 Játékvezetők: Nikolov, Nachevski (MKD) |
| 2022. január 22. 18:00 | három játékos 5 | (10–17)     | Magnússon 10 | MVM Dome, Budapest Nézőszám: 11 394 Játékvezetők: Nikolov, Nachevski (MKD) |
| 2022. január 22. 18:00 | 4× 1×           | Jegyzőkönyv | 3× 1×        | MVM Dome, Budapest Nézőszám: 11 394 Játékvezetők: Nikolov, Nachevski (MKD) |

| 2022. január 22. 20:30 | Dánia       | 27–25       | Horvátország | MVM Dome, Budapest Nézőszám: 11 412 Játékvezetők: Marín, García (ESP) |
| 2022. január 22. 20:30 | M. Hansen 8 | (12–11)     | Marić 8      | MVM Dome, Budapest Nézőszám: 11 412 Játékvezetők: Marín, García (ESP) |
| 2022. január 22. 20:30 | 1×          | Jegyzőkönyv | 4× 2×        | MVM Dome, Budapest Nézőszám: 11 412 Játékvezetők: Marín, García (ESP) |

| 2022. január 24. 15:30 | Izland        | 22–23       | Horvátország | MVM Dome, Budapest Nézőszám: 4522 Játékvezetők: Schulze, Tönnies (GER) |
| 2022. január 24. 15:30 | Thorkelsson 6 | (12–10)     | Lučin 6      | MVM Dome, Budapest Nézőszám: 4522 Játékvezetők: Schulze, Tönnies (GER) |
| 2022. január 24. 15:30 | 2× 1×         | Jegyzőkönyv | 3× 1×        | MVM Dome, Budapest Nézőszám: 4522 Játékvezetők: Schulze, Tönnies (GER) |

| 2022. január 24. 18:00 | Dánia    | 35–23       | Hollandia | MVM Dome, Budapest Nézőszám: 4557 Játékvezetők: Nikolov, Nachevski (MKD) |
| 2022. január 24. 18:00 | Gidsel 9 | (21–12)     | Baijens 6 | MVM Dome, Budapest Nézőszám: 4557 Játékvezetők: Nikolov, Nachevski (MKD) |
| 2022. január 24. 18:00 | 1× 1×    | Jegyzőkönyv | 3×        | MVM Dome, Budapest Nézőszám: 4557 Játékvezetők: Nikolov, Nachevski (MKD) |

| 2022. január 24. 20:30 | Montenegró   | 27–36       | Franciaország | MVM Dome, Budapest Játékvezetők: Kurtagic, Wetterwik (SWE) |
| 2022. január 24. 20:30 | M. Vujović 7 | (12–16)     | Mem 7         | MVM Dome, Budapest Játékvezetők: Kurtagic, Wetterwik (SWE) |
| 2022. január 24. 20:30 | 1× 1×        | Jegyzőkönyv | 3× 1×         | MVM Dome, Budapest Játékvezetők: Kurtagic, Wetterwik (SWE) |

| 2022. január 26. 15:30 | Montenegró    | 24–34       | Izland       | MVM Dome, Budapest Nézőszám: 5200 Játékvezetők: Marín, García (ESP) |
| 2022. január 26. 15:30 | M. Vujović 11 | (8–17)      | Magnússon 11 | MVM Dome, Budapest Nézőszám: 5200 Játékvezetők: Marín, García (ESP) |
| 2022. január 26. 15:30 | 4×            | Jegyzőkönyv | 2× 1×        | MVM Dome, Budapest Nézőszám: 5200 Játékvezetők: Marín, García (ESP) |

| 2022. január 26. 18:00 | Hollandia | 28–28       | Horvátország  | MVM Dome, Budapest Nézőszám: 5275 Játékvezetők: Kurtagic, Wetterwik (SWE) |
| 2022. január 26. 18:00 | Steins 6  | (15–13)     | Martinović 12 | MVM Dome, Budapest Nézőszám: 5275 Játékvezetők: Kurtagic, Wetterwik (SWE) |
| 2022. január 26. 18:00 | 3×        | Jegyzőkönyv | 3× 1×         | MVM Dome, Budapest Nézőszám: 5275 Játékvezetők: Kurtagic, Wetterwik (SWE) |

| 2022. január 26. 20:30 | Dánia         | 29–30       | Franciaország | MVM Dome, Budapest Nézőszám: 5315 Játékvezetők: Horáček, Novotný (CZE) |
| 2022. január 26. 20:30 | Kirkeløkke 10 | (17–12)     | Descat, Mem 8 | MVM Dome, Budapest Nézőszám: 5315 Játékvezetők: Horáček, Novotný (CZE) |
| 2022. január 26. 20:30 | 3×            | Jegyzőkönyv | 4× 1×         | MVM Dome, Budapest Nézőszám: 5315 Játékvezetők: Horáček, Novotný (CZE) |

### 2. csoport
| Hely. | Csapat        | M | Gy | D | V | G+  | G–  | Gk  | P | Továbbjutás |
| ----- | ------------- | - | -- | - | - | --- | --- | --- | - | ----------- |
| 1.    | Spanyolország | 5 | 4  | 0 | 1 | 138 | 130 | +8  | 8 | Elődöntők   |
| 2.    | Svédország    | 5 | 4  | 0 | 1 | 134 | 117 | +17 | 8 | Elődöntők   |
| 3.    | Norvégia      | 5 | 3  | 0 | 2 | 142 | 124 | +18 | 6 | 5. helyért  |
| 4.    | Németország   | 5 | 2  | 0 | 3 | 127 | 134 | −7  | 4 |             |
| 5.    | Oroszország   | 5 | 1  | 1 | 3 | 129 | 136 | −7  | 3 |             |
| 6.    | Lengyelország | 5 | 0  | 1 | 4 | 128 | 157 | −29 | 1 |             |

1. 1 2  Spanyolország 32–28 Svédország

| 2022. január 20. 15:30 | Oroszország | 23–29       | Svédország | Ondrej Nepela Jégcsarnok, Pozsony Nézőszám: 1667 Játékvezetők: Lah, Sok (SLO) |
| 2022. január 20. 15:30 | Ermakov 5   | (13–16)     | Wanne 9    | Ondrej Nepela Jégcsarnok, Pozsony Nézőszám: 1667 Játékvezetők: Lah, Sok (SLO) |
| 2022. január 20. 15:30 | 3× 1×       | Jegyzőkönyv | 1×         | Ondrej Nepela Jégcsarnok, Pozsony Nézőszám: 1667 Játékvezetők: Lah, Sok (SLO) |

| 2022. január 20. 18:00 | Németország     | 23–29       | Spanyolország | Ondrej Nepela Jégcsarnok, Pozsony Nézőszám: 1683 Játékvezetők: Bonaventura, Bonaventura (FRA) |
| 2022. január 20. 18:00 | Golla, Zieker 4 | (12–14)     | Maqueda 6     | Ondrej Nepela Jégcsarnok, Pozsony Nézőszám: 1683 Játékvezetők: Bonaventura, Bonaventura (FRA) |
| 2022. január 20. 18:00 | 1×              | Jegyzőkönyv |               | Ondrej Nepela Jégcsarnok, Pozsony Nézőszám: 1683 Játékvezetők: Bonaventura, Bonaventura (FRA) |

| 2022. január 20. 20:30 | Lengyelország | 31–42       | Norvégia    | Ondrej Nepela Jégcsarnok, Pozsony Nézőszám: 1682 Játékvezetők: Brunner, Salah (SUI) |
| 2022. január 20. 20:30 | Moryto 10     | (15–21)     | Barthold 10 | Ondrej Nepela Jégcsarnok, Pozsony Nézőszám: 1682 Játékvezetők: Brunner, Salah (SUI) |
| 2022. január 20. 20:30 | 3× 1×         | Jegyzőkönyv | 6× 1×       | Ondrej Nepela Jégcsarnok, Pozsony Nézőszám: 1682 Játékvezetők: Brunner, Salah (SUI) |

| 2022. január 21. 15:30 | Oroszország | 25–26       | Spanyolország | Ondrej Nepela Jégcsarnok, Pozsony Nézőszám: 2021 Játékvezetők: Hansen, Madsen (DEN) |
| 2022. január 21. 15:30 | Santalov 6  | (11–12)     | Casado 7      | Ondrej Nepela Jégcsarnok, Pozsony Nézőszám: 2021 Játékvezetők: Hansen, Madsen (DEN) |
| 2022. január 21. 15:30 | 1×          | Jegyzőkönyv |               | Ondrej Nepela Jégcsarnok, Pozsony Nézőszám: 2021 Játékvezetők: Hansen, Madsen (DEN) |

| 2022. január 21. 18:00 | Lengyelország       | 18–28       | Svédország    | Ondrej Nepela Jégcsarnok, Pozsony Nézőszám: 2021 Játékvezetők: Pavićević, Ražnatović (MNE) |
| 2022. január 21. 18:00 | Krajewski, Moryto 5 | (6–14)      | három játékos | Ondrej Nepela Jégcsarnok, Pozsony Nézőszám: 2021 Játékvezetők: Pavićević, Ražnatović (MNE) |
| 2022. január 21. 18:00 | 3×                  | Jegyzőkönyv | 2× 1×         | Ondrej Nepela Jégcsarnok, Pozsony Nézőszám: 2021 Játékvezetők: Pavićević, Ražnatović (MNE) |

| 2022. január 21. 20:30 | Németország | 23–28       | Norvégia | Ondrej Nepela Jégcsarnok, Pozsony Nézőszám: 2021 Játékvezetők: Lah, Sok (SLO) |
| 2022. január 21. 20:30 | Golla 4     | (12–14)     | Toft 7   | Ondrej Nepela Jégcsarnok, Pozsony Nézőszám: 2021 Játékvezetők: Lah, Sok (SLO) |
| 2022. január 21. 20:30 | 2× 1×       | Jegyzőkönyv | 3×       | Ondrej Nepela Jégcsarnok, Pozsony Nézőszám: 2021 Játékvezetők: Lah, Sok (SLO) |

| 2022. január 23. 15:30 | Lengyelország | 29–29       | Oroszország  | Ondrej Nepela Jégcsarnok, Pozsony Nézőszám: 1984 Játékvezetők: Bonaventura, Bonaventura (FRA) |
| 2022. január 23. 15:30 | Sićko 8       | (13–12)     | Koszorotov 8 | Ondrej Nepela Jégcsarnok, Pozsony Nézőszám: 1984 Játékvezetők: Bonaventura, Bonaventura (FRA) |
| 2022. január 23. 15:30 | 5× 1×         | Jegyzőkönyv | 5× 1×        | Ondrej Nepela Jégcsarnok, Pozsony Nézőszám: 1984 Játékvezetők: Bonaventura, Bonaventura (FRA) |

| 2022. január 23. 18:00 | Németország | 21–25       | Svédország | Ondrej Nepela Jégcsarnok, Pozsony Nézőszám: 1992 Játékvezetők: Brunner, Salah (SUI) |
| 2022. január 23. 18:00 | Köster 4    | (10–12)     | Wanne 6    | Ondrej Nepela Jégcsarnok, Pozsony Nézőszám: 1992 Játékvezetők: Brunner, Salah (SUI) |
| 2022. január 23. 18:00 | 2×          | Jegyzőkönyv | 2×         | Ondrej Nepela Jégcsarnok, Pozsony Nézőszám: 1992 Játékvezetők: Brunner, Salah (SUI) |

| 2022. január 23. 20:30 | Spanyolország | 23–27       | Norvégia   | Ondrej Nepela Jégcsarnok, Pozsony Nézőszám: 1992 Játékvezetők: Pavićević, Ražnatović (MNE) |
| 2022. január 23. 20:30 | Maqueda 6     | (11–14)     | Barthold 6 | Ondrej Nepela Jégcsarnok, Pozsony Nézőszám: 1992 Játékvezetők: Pavićević, Ražnatović (MNE) |
| 2022. január 23. 20:30 | 2×            | Jegyzőkönyv | 6× 1×      | Ondrej Nepela Jégcsarnok, Pozsony Nézőszám: 1992 Játékvezetők: Pavićević, Ražnatović (MNE) |

| 2022. január 25. 15:30 | Lengyelország | 27–28       | Spanyolország  | Ondrej Nepela Jégcsarnok, Pozsony Nézőszám: 1432 Játékvezetők: Lah, Sok (SLO) |
| 2022. január 25. 15:30 | Moryto 6      | (13–14)     | Casado, Solé 4 | Ondrej Nepela Jégcsarnok, Pozsony Nézőszám: 1432 Játékvezetők: Lah, Sok (SLO) |
| 2022. január 25. 15:30 | 1× 2×         | Jegyzőkönyv | 1×             | Ondrej Nepela Jégcsarnok, Pozsony Nézőszám: 1432 Játékvezetők: Lah, Sok (SLO) |

| 2022. január 25. 18:00 | Németország | 30–29       | Oroszország | Ondrej Nepela Jégcsarnok, Pozsony Nézőszám: 1443 Játékvezetők: Pavićević, Ražnatović (MNE) |
| 2022. január 25. 18:00 | Golla 6     | (16–12)     | Koszorotov  | Ondrej Nepela Jégcsarnok, Pozsony Nézőszám: 1443 Játékvezetők: Pavićević, Ražnatović (MNE) |
| 2022. január 25. 18:00 | 2× 1×       | Jegyzőkönyv | 3×          | Ondrej Nepela Jégcsarnok, Pozsony Nézőszám: 1443 Játékvezetők: Pavićević, Ražnatović (MNE) |

| 2022. január 25. 20:30 | Svédország | 24–23       | Norvégia   | Ondrej Nepela Jégcsarnok, Pozsony Nézőszám: 1448 Játékvezetők: Hansen, Madsen (DEN) |
| 2022. január 25. 20:30 | Chrintz 6  | (9–14)      | Reinkind 6 | Ondrej Nepela Jégcsarnok, Pozsony Nézőszám: 1448 Játékvezetők: Hansen, Madsen (DEN) |
| 2022. január 25. 20:30 | 3×         | Jegyzőkönyv | 4×         | Ondrej Nepela Jégcsarnok, Pozsony Nézőszám: 1448 Játékvezetők: Hansen, Madsen (DEN) |

## Egyenes kieséses szakasz

### Az 5. helyért
| 2022. január 28. 15:30 | Izland       | 33–34 (h. u.)  | Norvégia  | MVM Dome, Budapest Nézőszám: 7165 Játékvezetők: Marín, García (ESP) |
| 2022. január 28. 15:30 | Magnússon 10 | (12–16, 27–27) | Sagosen 8 | MVM Dome, Budapest Nézőszám: 7165 Játékvezetők: Marín, García (ESP) |
| 2022. január 28. 15:30 | 4× 2×        | Jegyzőkönyv    | 4× 1×     | MVM Dome, Budapest Nézőszám: 7165 Játékvezetők: Marín, García (ESP) |

### Elődöntők
| 2022. január 28. 18:15 | Spanyolország | 29–25       | Dánia       | MVM Dome, Budapest Nézőszám: 7286 Játékvezetők: Nikolov, Nachevski (MKD) |
| 2022. január 28. 18:15 | Gómez 11      | (13–14)     | M. Hansen 8 | MVM Dome, Budapest Nézőszám: 7286 Játékvezetők: Nikolov, Nachevski (MKD) |
| 2022. január 28. 18:15 | 4× 1×         | Jegyzőkönyv | 3× 1×       | MVM Dome, Budapest Nézőszám: 7286 Játékvezetők: Nikolov, Nachevski (MKD) |

| 2022. január 28. 20:45 | Franciaország   | 33–34       | Svédország     | MVM Dome, Budapest Nézőszám: 7306 Játékvezetők: Lah, Sok (SLO) |
| 2022. január 28. 20:45 | Descat, Minne 8 | (14–17)     | Gottfridsson 9 | MVM Dome, Budapest Nézőszám: 7306 Játékvezetők: Lah, Sok (SLO) |
| 2022. január 28. 20:45 | 3× 1×           | Jegyzőkönyv | 4× 1×          | MVM Dome, Budapest Nézőszám: 7306 Játékvezetők: Lah, Sok (SLO) |

### Bronzmérkőzés
| 2022. január 30. 15:30 | Franciaország | 32–35 (h. u.)  | Dánia   | MVM Dome, Budapest Nézőszám: 10 021 Játékvezetők: Horáček, Novotný (CZE) |
| 2022. január 30. 15:30 | Mahé 8        | (14–13, 29–29) | Holm 10 | MVM Dome, Budapest Nézőszám: 10 021 Játékvezetők: Horáček, Novotný (CZE) |
| 2022. január 30. 15:30 | 4× 1×         | Jegyzőkönyv    | 2×      | MVM Dome, Budapest Nézőszám: 10 021 Játékvezetők: Horáček, Novotný (CZE) |

### Döntő
| 2022. január 30. 18:15 | Svédország           | 27–26       | Spanyolország     | MVM Dome, Budapest Nézőszám: 14 238 Játékvezetők: Schulze, Tönnies (GER) |
| 2022. január 30. 18:15 | Ekberg, Bergendahl 5 | (12–13)     | Figueras, Gómez 6 | MVM Dome, Budapest Nézőszám: 14 238 Játékvezetők: Schulze, Tönnies (GER) |
| 2022. január 30. 18:15 | 3× 2×                | Jegyzőkönyv | 4×                | MVM Dome, Budapest Nézőszám: 14 238 Játékvezetők: Schulze, Tönnies (GER) |

| A 2022-es férfi kézilabda-Európa-bajnokság győztese |
| --------------------------------------------------- |
| · Svédország · 5. cím                               |

## Végeredmény
Az 1–6. helyekért helyosztó mérkőzéseket játszottak. A középdöntő negyedik helyezettjei a 7–8., az ötödik helyezettjei a 9–10., a hatodik helyezettjei a 11–12. helyeken végeztek a középdöntőbeli eredményeik alapján. A csoportkör harmadik helyezettjei a 13–18., a negyedik helyezettjei a 19–24. helyeken végeztek a csoportkörbeli eredményeik alapján.
|  | Részvételi jogot szerzett a 2023-as világbajnokságra és a 2024-es Európa-bajnokságra |
|  | Részvételi jogot szerzett a 2023-as világbajnokságra                                 |
|  | A 2024-es Európa-bajnokság rendezője                                                 |
|  | A 2023-as világbajnokság társrendezője                                               |

| Helyezés  | Csapat              |
| --------- | ------------------- |
| Aranyérem | Svédország          |
| Ezüstérem | Spanyolország       |
| Bronzérem | Dánia               |
| 4.        | Franciaország       |
| 5.        | Norvégia            |
| 6.        | Izland              |
| 7.        | Németország         |
| 8.        | Horvátország        |
| 9.        | Oroszország         |
| 10.       | Hollandia           |
| 11.       | Montenegró          |
| 12.       | Lengyelország       |
| 13.       | Csehország          |
| 14.       | Szerbia             |
| 15.       | Magyarország        |
| 16.       | Szlovénia           |
| 17.       | Fehéroroszország    |
| 18.       | Szlovákia           |
| 19.       | Portugália          |
| 20.       | Ausztria            |
| 21.       | Litvánia            |
| 22.       | Észak-Macedónia     |
| 23.       | Bosznia-Hercegovina |
| 24.       | Ukrajna             |

### Statisztika

#### Góllövőlista
| #   | Név                | Gólok száma | Lövések száma | %    |
| --- | ------------------ | ----------- | ------------- | ---- |
| 1.  | Ómar Magnússon     | 59          | 80            | 74 % |
| 2.  | Mikkel Hansen      | 47          | 68            | 69 % |
| 3.  | Arkadiusz Moryto   | 46          | 61            | 75 % |
| 4.  | Kay Smits          | 45          | 62            | 73 % |
| 4.  | Hampus Wanne       | 45          | 56            | 80 % |
| 6.  | Hugo Descat        | 43          | 57            | 75 % |
| 6.  | Sander Sagosen     | 43          | 71            | 61 % |
| 8.  | Sebastian Barthold | 42          | 54            | 78 % |
| 9.  | Miloš Vujović      | 41          | 57            | 72 % |
| 10. | Aleix Gómez        | 40          | 53            | 76 % |

Forrás: Top scorer goals

## Díjak

### All-Star Team
A torna álomcsapatát 2022. január 30-án hirdették ki.
| Poszt      | Játékos                   |
| ---------- | ------------------------- |
| Kapus      | Viktor Hallgrímsson (ISL) |
| Jobbszélső | Aleix Gómez (ESP)         |
| Jobbátlövő | Mathias Gidsel (DEN)      |
| Irányító   | Luc Steins (NED)          |
| Balátlövő  | Mikkel Hansen (DEN)       |
| Balszélső  | Miloš Vujović (MNE)       |
| Beállós    | Johannes Golla (GER)      |

### További díjak
| Díj                   | Játékos                |
| --------------------- | ---------------------- |
| MVP                   | Jim Gottfridsson (SWE) |
| A legjobb védőjátékos | Oscar Bergendahl (SWE) |